# Китайская колонизация Маньчжурии

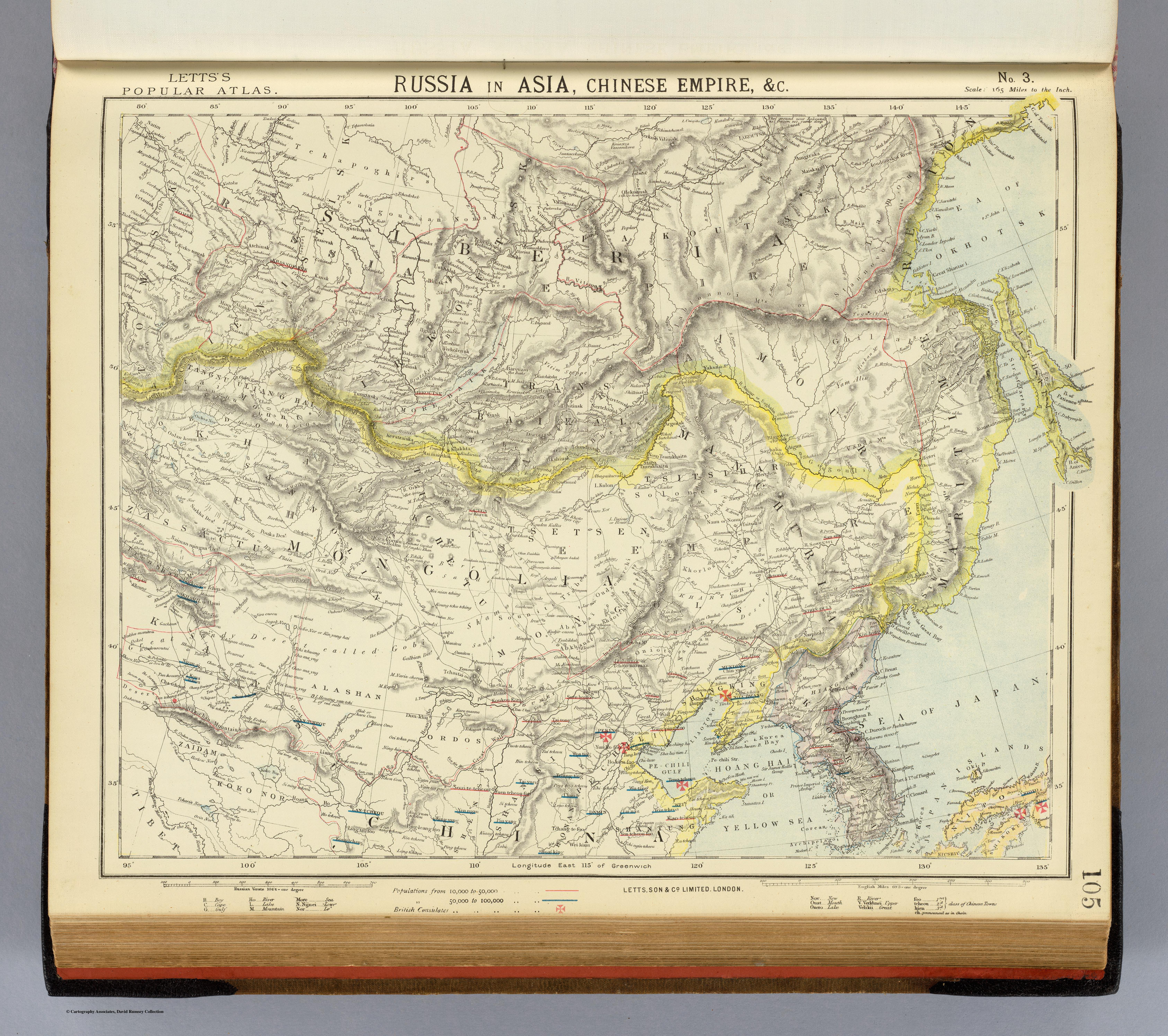
Карта Китая и российского Дальнего Востока 1883 г показывает весьма малонаселённую Маньчжурию, с Ивовой изгородью (Palisade Barrier)

Миграция в Маньчжурию (кит. трад. 闖關東, упр. 闯关东, пиньинь Chuǎng Guāndōng, палл. Чуан Гуаньдун, где Гуаньдун — старое название Маньчжурии) означает массовое переселение в Маньчжурию китайцев-ханьцев, в особенности из Шаньдунского полуострова и Чжили во второй половине XIX — первой половине XX веков. В течение предшествующих двух веков цинское правительство как правило строго ограничивало, а то и вовсе запрещало переселение китайцев в Маньчжурию, стараясь сохранять её как вотчину маньчжуров и монголов. В результате же нескольких десятилетий миграции, эта территория, известная сейчас как северо-восточный Китай, приобрела значительное ханьское большинство.

## Исторический фон
Гуаньдун, то есть дословно, «к востоку от перехода» (что обозначало «проход между горами и морем» на восточной оконечности Великой Китайской стены) или Гуаньвай (關外; «снаружи перехода») — традиционное китайское название региона, традиционно известного в европейских языках как Маньчжурия. В современных границах (установленных в 1860 г) он включает провинции Хэйлунцзян, Цзилинь и Ляонин, и северо-восточную часть Внутренней Монголии. В русском языке термин «Гуаньдун» употребляется редко, и как правило по отношению не ко всей Маньчжурии, а лишь к её южной оконечности — Квантунскому полуострову.
Хотя крайний юг Маньчжурии (Ляодунский полуостров) и входил в состав китайской империи Мин в конце XIV—начале XVII веков, в начале XVII века она была завоевана маньчжурами, которые провозгласили там свою Империю Цин. Несмотря на то, что немало ляодунских китайцев осталось жить под маньчжурами, после маньчжурского завоевания Китая ляодунские китайцы в большинстве своем, как и сами маньчжуры, переселились во Внутренний Китай, и Ляодун обезлюдел. В дальнейшем цинское правительство нередко дозволяло китайскую миграцию в Ляодун (современный Ляонин), но в сравнительно ограниченной и контролируемой форме. Остальная же часть Маньчжурии на протяжении большей части цинской эпохи оставалась как правило закрытой для китайского поселения, для чего её даже отгородили от Ляодуна специальной Ивовой изгородью. На этот счёт было издано немало правительственных постановлений, в том числе вышедший в 1668 году при императоре Канси декрет о запрете заселения другими народами земель, из которых императоры были родом.
Таким образом, до XIX века большая часть Маньчжурии оставалась территорией с низкой плотностью населения, где жили в основном сами маньчжуры, монголы (в западных, степных районах), а также разнообразные родственные им малые народы тунгусо-маньчжурской и монгольской групп.

## Открытие Маньчжурии

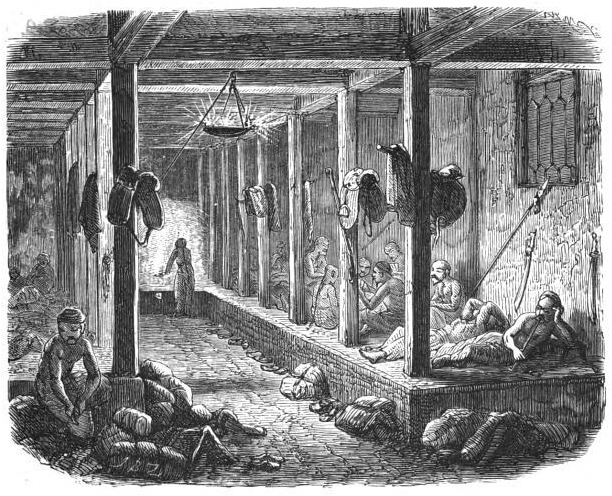
На постоялом дворе у одной из лесных дорог Маньчжурии (1887 г)

Отсутствие значительного китайского населения на Амуре облегчило присоединение Приамурья и Приморья к России, закреплённое договорами 1858—1860 гг.
Это послужило толчком к осознанию цинскими властями необходимости увеличить население на территории, оставшейся у Китая. Так, в 1860 г хэйлунцзянский цзянцзюнь (военный генерал-губернатор; на этом посту в 1859—1867 гг) Тэбцин (кит. 特普欽, Тэпуцинь) направил меморандум на высочайшее имя с предложением открыть Хулань (регион вокруг современного Харбина) для заселения китайцами-земледельцами. Он указывал, что крестьяне смогут доставить новые доходы местной казне, чтобы наконец выплатить задержанное жалование знамённым войскам, а наличие китайского населения на вверенной ему территории снизит притягательность её завоевания Россией.
В 1896 г, после поражения Китая в войне с Японией, была открыта для заселения долин реки Тункэн-хэ (通肯河; левый приток Сунгари, в современном округе Суйхуа); а в 1904 г, когда Россия вела войну с Японией на китайской территории — и весь Хэйлунцзян. В провинции Цзилинь (которая в то время была больше, чем сейчас, и включала территории, ныне составляющие юго-восточную часть Хэйлунцзяна) процесс официального открытия шёл ещё быстрее. Долина реки Лалиньхэ была открыта в 1860 г, верхняя Хурха в 1878 г, долина Тумэнь — в 1881 г, верхняя Уссури в 1882, и вся провинция — в 1902 г.
Таким образом, с 1860-х годов цинская политика стала направлена на поощрение переезда крестьян из близлежащей провинции Чжили (современная Хэбэй) и Шаньдун в Маньчжурию.
Быстро развернувшаяся колонизация Маньчжурии переселенцами из внутреннего Китая не осталась незамеченной для русских путешественников. Уже в 1884 г. капитан Евтюгин, ездивший по северной Маньчжурии из Благовещенска в Цицикар, отмечал, что ассимиляция маньчжуров в этих краях шла столь успешно, что «Между Маньчжуром и Китайцем разницы нет уже почти никакой».
Путешественники по северной Маньчжурии писали:
Колонизация Маньчжурии выходцами из внутреннего Китая идет весьма деятельно; повсюду по дороге заметны в деревнях вновь строящиеся фанзы для новых поселенцев, а иногда даже целые новые поселения. Окитаение Маньчжурии идет настолько успешно, что и теперь уже опытные даже люди с трудом могут отличить Маньчжура или Маньчжурского монгола от Китайца.

Подобные же наблюдения можно найти и в книге Г.Э. Джеймса (Henry Evan Murchison James), объехавшего Маньчжурию в 1886-1887 г.

## Характер и масштаб миграции
Большинство мигрантов первоначально направлялись в Маньчжурию на заработки. В начале XX века многие переселенцы в Маньчжурию нашли работу на строительстве КВЖД. В связи с трудностями, связанными со стоимостью передвижения, как правило они ехали (или шли пешком) не на один год, а на несколько. Они старались прибыть весной, чтобы проработать в Маньчжурии несколько сельскохозяйственных сезонов (2—4 было обычным), и, вернувшись в родную деревню, на накопленные деньги купить там земли. Многие, однако, снова возвращались в Маньчжурию, чтобы обосноваться там практически постоянно, лишь навещая родительскую деревню раз в несколько лет (зимой, чтобы провести там хотя бы новогодний сезон). В ранние периоды существования многих китайских деревень в Маньчжурии их жители все ещё считали себя лишь временными жителями. Нередко случалось, что если мигранту не пришлось вернуться в Шаньдун или Чжили при жизни, то хотя бы гроб с его телом перевозился в родовую деревню. Как замечали путешественники, верным знаком того, что китайцы в какой-либо новой деревне в Маньчжурии полностью признали её своим настоящим домом, было создание там настоящего китайского кладбища - с входом через ворота-пайлоу, и черепахами-биси, охраняющими могилы именитых усопших.
Во время великого голода 1927—1929 гг(en), и некоторое время после него, поток мигрантов значительно возрос за счет беженцев.
Точные данные о масштабах миграции отсутствуют, так как полной статистики нигде не велось. Однако на основе данных таможенных (en) и железнодорожных архивов, историки (Thomas Gottschang и Diana Lary) оценили, что лишь за период 1891—1942 гг, 25,4 миллиона человек прибыли в Маньчжурию из Внутреннего Китая, и 16,7 миллиона убыли в обратном направления, что дает положительное сальдо в 8,7 миллиона мигрантов. По переписи 1940 года, 85% населения Маньчжоу-го составляли китайцы, и лишь 6% —титульная национальность, маньчжуры. (Остальные 9% составляли корейцы, монголы, и японцы). Это делает процесс заселения Маньчжурии китайцами  одним из крупнейших переселений в истории.